# رد کارپت (فیلم)
رد کارپت (به انگلیسی: Red Carpet) فیلمی به کارگردانی و نویسندگی رضا عطاران و تهیه‌کنندگی احمد احمدی ساخته سال ۱۳۹۲ و محصول کشور ایران و فرانسه است. فیلم سینمایی رد کارپت دومین فیلم بلند رضا عطاران پس از خوابم می آد در مقام کارگردان است.

## خلاصه داستان
یک عاشق سینما برای ملاقات با یکی از کارگردان‌های معروف جهان (استیون اسپیلبرگ) خود را در ایام برگزاری جشنواره کن به آنجا می‌رساند...

## جوایز

### پانزدهمین دوره جشن حافظ[۱]
| قسمت                     | نامزد      | نتیجه    |
| ------------------------ | ---------- | -------- |
| بهترین فیلم              | احمد احمدی | نامزدشده |
| بهترین کارگردانی سینمایی | رضا عطاران | نامزدشده |
| بهترین بازیگر مرد سینما  | رضا عطاران | نامزدشده |
| جایزه ویژه هیئت داوران   | رضا عطاران | برنده    |